# Шукраније
Шукраније или Казанџи (тур. Şükraniye) је насељено место у округу Кестел у вилајету Бурса, Турска. Према попису из 2020. било је 146 становника.
Шукраније настањују Бошњаци, чији су се преци доселили крајем 19. века из Босне.